# Hister belti
Hister belti är en skalbaggsart som beskrevs av Lewis 1910. Hister belti ingår i släktet Hister och familjen stumpbaggar. Inga underarter finns listade i Catalogue of Life.